# Algirdas Antanas Avižienis
Algirdas Antanas Avižienis (Kaunas, 8 de julho de 1932) é um cientista da computação, reitor da Universidade Vytautas Magnus.

## Vida
Seu pai Antanas Avižienis foi coronel das Forças Armadas da Lituânia. Em 1940 a família Avižienis emigrou de Anykščiai e de 1944 a 1950 ele morou na Alemanha. Em 1949 Algirdas se formou no Ginásio Lituano em Hanau.
A partir de 1950 a família Avižienis morou em Chicago, Estados Unidos. A partir de 1951 Algirdas obteve o bacharelado e o mestrado em engenharia elétrica na Universidade de Illinois, obtendo em 1960 um doutorado em ciência da computação.
Desde 1962 lecionou na Universidade da Califórnia em Los Angeles (UCLA).
Em 1990 foi eleito membro da Academia de Ciências de Lituânia. Foi um dos refundadores da Universidade Vytautas Magnus (Vytauto Didžiojo universitetas (VDU)) e de 1990 a 1993 seu reitor.
Recebeu o Prêmio Eckert–Mauchly de 2012. É fellow do Instituto de Engenheiros Eletricistas e Eletrônicos (IEEE).